# علوم كوكبية

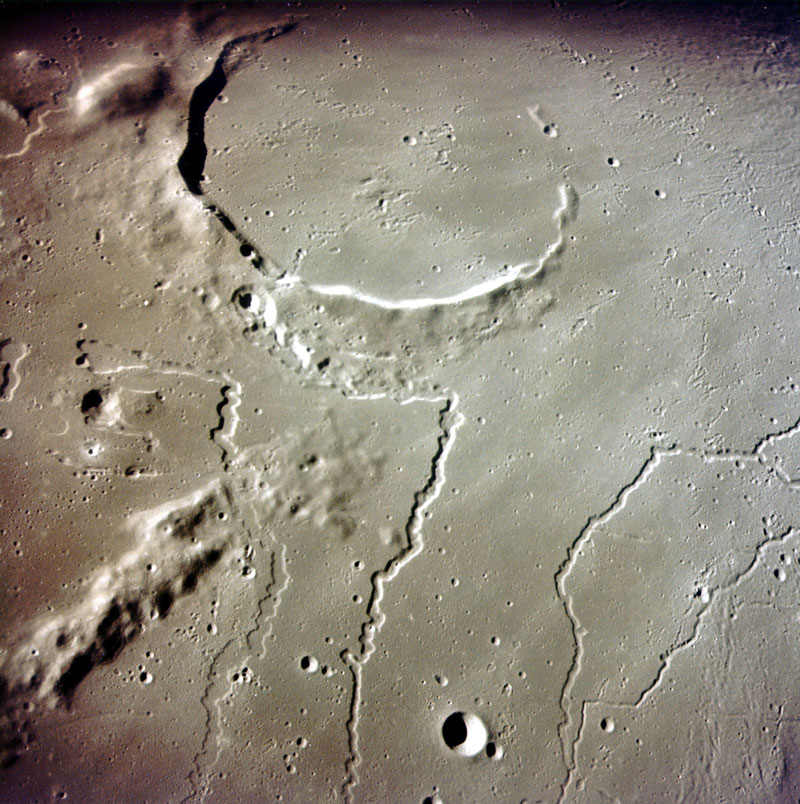

العلوم الكوكبية أو علم الكواكب أو يدعى أيضا بعلم الفلك الكوكبي هو العلم الذي يدرس الكواكب، الأقمار وأنظمة الكواكب وخاصة المتعلقة بالمجموعة الشمسية وعملية تكونهم.
ويدرس هذا العلم أجساما يتراوح حجمها بين الأحجار النيزكية الصغيرة والعملاق الغازي بهدف تحديد تركيبهم وحركتهم وتكوينهم وتاريخهم والعلاقات المشتركة بينهم.
وهو مجال متعدد التخصصات جدا ونشأ أساسا من علم الفلك وعلوم الأرض، ولكنه يجمع بين فروع كثيرة من المعرفة تشمل علم الفلك الكوكبي وجيولوجيا الكواكب وتضم الجيوفيزياء، الجيوكيمياء والجغرافيا الفيزيائية وعلم تشكيل الأرض وعلوم الغلاف الجوي والعلوم النظرية للكواكب ودراسة الكواكب الموجودة خارج المجموعة الشمسية. وهناك أيضا تخصصات أخرى مثل فيزياء الفضاء والتي تهتم بتأثير الشمس على المجموعة الشمسية وعلم الأحياء الفلكي.
هناك أيضا علوم تعتمد على النظريات والمشاهدة. وتعتمد الأبحاث المبنية على المشاهدة على برامج استكشاف الفضاء ومهمات المركبات الفضائية الآلية باستخدام الاستشعارعن بعد. وتعتمد أيضا على العمل التجريبي والنسبي في المعامل المخصصة لدراسة كوكب الأرض.أما الجزء النظري فيشمل المحاكاة باستخدام الحاسب الآلي والصيغ الرياضية.
ويتواجد علماء الكواكب بشكل عام في أقسام الفلك أو الفيزياء أو علوم الأرض في الجامعات ومراكز الأبحاث. وتوجد حاليا حول العالم عدة معاهد خاصة بدراسة الكواكب فقط وهناك عدة مؤتمرات رئيسية تعقد كل عام ويصدر عنها نشرات أكاديمية.

## لمحة تاريخية
بدأ تاريخ علم الكواكب مع الفيلسوف اليوناني القديم ديموقريطوس والذي روى عنه هيبوليتوس قوله:
«إن الأجرام السماوية المرتبة لانهائية وتختلف في الحجم وبعضها لا يوجد به شمس أو قمر، ويوجد في البعض الآخر شمس وقمر أكبر من الذين يملكهما كوكب الأرض وربما بأعداد أكبر، والفواصل بين هذه الأجرام غير متساوية. وبعضها يكبر حجمها وبعضها يضمحل، وبعضها يتم تدميره بتصادمها مع بعضها، وبعضها خالي من النباتات والحيوانات والمياه».
بعد ذلك ابثق علم الكواكب من علم الفلك عن طريق دراسات عن الكواكب الغير معروفة، وفي هذا الإتجاه نجد أن عالم الفلك الكوكبي الأول هو جاليليو جاليلي الذي اكتشف الأقمار الأربعة في المشترى والجبال على القمر وهو أول من لاحظ الحلقات الموجودة حول كوكب زحل.
وتعتبر دراسات جاليليو عن الجبال القمرية عام 1609 م هي التي فتحت الباب أمام دراسة أسطح الكواكب الأخرى حيث قال في ملاحظاته: «إن القمر بالتأكيد لا يملك سطحا أملس أو ممهد» مقترحا أن أجراما أخرى قد يكون لها نفس السطح الموجود على كوكب الأرض.
إن تطور صناعة التلسكوب ودقة ووضوح باقي الأدوات سمح بالتدرج في التعرف على أجواء وأسطح الكواكب
وكان القمر هو الأكثر دراسة حيث أن تضاريس سطحه كانت ظاهرة نظرا لتقاربها مع تضاريس الأرض.
وكذلك أدى التطور التكنولوجي إلى توسيع المعرفة بالتكوين الجيولوجي للقمر، وفي هذا المجال تعتبر اأهم الأدوات هي التلسكوب البصري ثم التلسكوب الهوائي وأخيرا سفن الفضاء الاستكشافية الآلية.
لقد تمت دراسة المجموعة الشمسية جيدا الآن وهناك فهم كلي لتكون ونشأة نظام الكواكب، ولكن على الرغم من ذلك ما زال هناك عدد كبير من الأسئلة لم يتم الإجابة عنها بعد. وفي نفس الوقت نرى أن معدل الاكتشافات عالي جدا ويرجع ذك لوجود أكثر من مركبة فضائية تستكشف المجموعة الشمسية.

## فروع علوم الكواكب
علم الفلك الكوكبي

هو علم نظري ولكنه يعتمد على المشاهدات أيضا، إن الباحثين المهتمين بالمشاهدات يهتمون بشكل كبير بالأجسام الصغير في المجموعة الشمسية والتي تم اكتشافها بالتلسكوب بنوعيه، وهكذا يتم التعرف على خصائص هذه الأجسام مثل الشكل والدوران والمواد المكونة للسطح والأحوال الجوية بعد ذلك يمكن فهم كيفية نشأة وتكون هذه الأجسام.
أما الجزء النظري فيهتم بالديناميكا (القوى المحركة) وهي التطبيق الذي يدرس مبادئ الديناميكا السماوية بالمجموعة الشمسية والأنظمة الكونية الأخرى.
جيولوجيا الكواكب
إن أفضل الأبحاث المعروفة في جيولوجيا الكواكب هي تلك التي تتناول الكواكب المجاورة للأرض وهي القمر والكوكبان المجاوران للأرض الزهرة والمريخ.
علم تشكيل الأرض
يدرس هذا العلم معالم أسطح الكواكب ويدرس تاريخ تكون هذه الكواكب مستدلا بالعمليات الفيئيائية التي حدثت على السطح. ويشمل كذلك دراسة عدة أنواع من المعالم مثل:
-	معالم الاصطدام (الأحواض متعددة الأطواق – فوهات البراكين).
-	المعالم البركانية والتكتونية (الصدوع والحمم البركانية).
-	الأحوال الجوية في الفضاء:
دراسة تأثير عوامل التعرية الناشئة من البيئة القاسية في الفضاء مثل السقوط المتواصل للأحجار النيزكية وأمطار الجسيمات عالية الطاقة.على سبيل المثال نجد أن طبقة الغبار الرقيقة على سطح صخور القمر هي نتيجة للسقوط المتواصل للأحجار النيزكية عليه.
-	معالم مائية وتشمل السوائل التي تبدأ من الماء وحتى الهيدروكربونات والأمونيا. ويعتمد نوع السوائل الموجودة على موقع الكوكب في المجموعة الشمسية.
يتم حل شفرة تاريخ سطح الكوكب عن طريق وضع خرائط جيولوجية للمعالم الموجودة عليه من القمة إلى القاع طبقا لتتابع الطبقات وترتيبها، وعلى سبيل المثال استخدمت خرائط طبقات الصخور في تدريب طاقم مركبة الفضاء أبوللو على الطبقات الحقيقية التي سيواجهونها في مهماتهم على سطح القمر.وقد تم اكتشاف التتابعات المتداخلة عن طريق الصور الملتقطة بواسطة برنامج استكشاف الفضاء وتم استخدامها لعمل أعمدة من طبقات الصخور وخرائط جيولوجية للقمر.
الكيمياء الكونية والجيوكيمياء وعلم الصخور
واحدة من أهم الإشكاليات التي حدثت عند الفرضيات على تكون ونشأة الأجسام في المجموعة الشمسية هي مشكلة نقص العينات التي يمكن تحليلها في المعامل حيث توجد مجموعة كبيرة من الأدوات المتاحة وكذلك المعارف الكاملة المشتقة من الجيولوجيا الأرضية التي يمكن تطبيقها، ولحسن الحظ أن العينات المأخوذة مباشرة من القمر والمريخ والنيازك والكويكبات الصغيرة أصبحت موجودة الآن على الأرض. وقد عانت بعض هذه العينات من تأثير أكسدة الغلاف الجوي ولكن الأحجار النيزكية ورواسب الغلاف الجوي التي تم جمعها في العقود الأخيرة من القارة المتجمدة الجنوبية كانت محتفظة بخصائصها كاملة.
إن الأنواع المختلفة للأحجار النيزكية والتي يرجع أصلها لحزام الكويكبات هي الغالبة في الأحجار النيزكية التي تم تمييزها. وبالجمع بين الجيوكيمياء ومشاهدات علم الفلك أصبح من الممكن تعقب بعض أنواع النيازك ومعرفة الكويكب الذي أتت منه بالتحديد في الحزام الرئيسي.
وفي فترة برنامج الفضاء أبوللو تم تجميع 348 كجم من العينات من القمر ونقلت أيضا 3 روبوتات سوفيتية عينات من الغبار والصخور من سطح القمر. وقد وفرت هذه العينات سجلا شاملا لتركيب أي جسيم في المجموعة الشمسية بجانب الأرض
الجيوفيزياء
إن وجود أكثر من مسبار في الفضاء جعل من الممكن جمع بيانات ليس فقط من المناطق المرئية المضيئة ولكن أيضا من الطيف الكهرومغناطيسي حيث يمكن توصيف الكواكب عن طريق مجالات القوى حولها مثل الجاذبية والمجال المغناطيسي الذين يتم دراستهما عن طريق الجيوفيزياء وفيزياء الفضاء.
إذا كان المجال المغناطيسي لكوكب ما قويا كفاية فإن تفاعله مع الرياح الشمسية يكون غلاف مغناطيسي حول الكوكب. وهناك دراسات اكتشفت محصلة أبعاد المجال المغناطيسي للأرض والذي يمتد لمسافة 10 اضعاف نصف قطر الأرض في اتجاه الشمس.
والرياح الشمسية والتي هي تيار من الجسيمات المشحونة تتدفق خارج وحول المجال المغناطسي للأرض وتستمر خلف الذيل المغناطيسي مئات أضعاف نصف قطر الأرض.
علوم الغلاف الجوي
إن الغلاف الجوي هو منطقة انتقالية هامة بين السطح الصلب للأرض والأحزمة الإشعاعية والأيونية والمخلخلة. وليس لكل الكواكب غلاف جوي حيث أن وجوده يعتمد على كتلة الكوكب وبعد الكوكب عن الشمس ولذلك عندما يزيد بعد الكوكب عن الشمس يكون الغلاف الجوي له متجمدا. وبجانب الكواكب الغازية الكبيرة تملك الكواكب الأرضية (الزهرة والمريخ والقمر) غلاف جوي هام.

## اقرأ أيضا
- جيولوجيا
- جيولوجيا المريخ
- جيولوجيا كوكبية
- علم كواكب خارج المجموعة الشمسية
- نموذج نيس